# 1,1"/75 Mark 1
1,1" Mark 1/1 е автоматично зенитно оръдие с калибър 28 mm, разработено през 1930-те г. от Бюрото по въоръжения на ВМС на САЩ. Произвеждано във вид на четирицевна механизирана установка, използвано в началото на Втората световна война от американския флот, като средство за близка ПВО. Известно и с неофициалното си име „Чикагско пиано“. Недостатъците на оръдието, в частност, ненадеждност, голямо тегло и сравнително малко поразяващо действие на снаряда, водят до постепенната му замяна с 40 mm оръдия „Бофорс“ шведска разработка, произвеждани по лиценз в САЩ.

## История на създаването
В края на 1920-те години американските специалисти по въоръжение стигат до извода за необходимост от разработване на нови средства за близка ПВО на корабите, на смяна на състоящите на въоръжение големокалибрени картечници Браунинг M2. Предполага се замяната им с по-далекобойните автоматични оръдия с по-голяма мощност на снаряда. Първите образци 28 mm зенитни автомати са изпитани в началото на 1930-те г. и през 1934 г. Държавният оръжеен завод получава поръчка за производство на оръдията. Но поради появили се проблеми с техническата надеждност, оръдията започват да постъпват във флота едва през 1940 г.
Дефицитът на тези автомати води до ограниченото им използване във флота. На големите кораби са поставяни от 4 до 12 четирицевни установки, на разрушителите 1 − 2. Бойното използване на 1,1" Mark 1/1 не е много успешно и когато в САЩ започва масовото производство на „Бофорси“, превъзхождащи „Чикагските пиана“ във всичко, тези оръдия започват постепенно да се заменят. Въпреки това, на много малотонажни кораби те се използват до края на войната.
Оръдието стреля със снаряд с маса 416 g (общо тегло на патрона – 862 g), трасакът гори до 2750 m. Скоростта на насочване се колебае от 24° до 30° в секунда за установките от различни модификации.
Практическата скорострелност, поради засечки и откази, съставлява 90 изстрела в минута.